# 実効馬力
実効馬力（じっこうばりき）とは、レシプロエンジンのシリンダー内において蒸気機関では蒸気が、内燃機関では混合気が爆発し、その膨張力でクランクシャフトの回転動力となるまでに、エンジン各部を動かすのに要した力あるいは損失した力を指示馬力から引き去った残りの力を言い、一般にダイナモメーター（動力計）などによって実験し測定する。ブレーキ・ホース・パワー（Brake Horse Power）の頭文字をとってB.H.Pと略す。